# CP-500
CP 500 byla rodina osobních počítačů od brazilské společnosti Prológica. První z nich byl vydán v březnu 1982.

## Historie
Poprvé byl CP 500 prezentován roku 1981 v prosincovém čísle časopisu Nova Eletrônica, jenž vydávala Editele, dceřiná společnost Prológicy. Byl vydán v březnu příštího roku.
Rokem 1984 bylo již prodáno 10 000 kusů. K červnu 1986 mělo zařízení 25 % tržní podíl.

## Hardware
V základní konfiguraci měl první model z rodiny 8bitový procesor Z80 o frekvenci 2 MHz, 16 kilobajtů EPROM ROM a 16 kilobajtů RAM. RAM bylo možné rozšířit na 48 kilobajtů. Pro připojování periferií sloužil sériový port RS-232, který podporoval rychlost přenosu 110 bitů za sekundu v synchronním nebo 9600 bitů za sekundu v asynchronním režimu. Rychlost přenosu dat mezi zařízením a kazetami činila 500 nebo 1500 baudů (v závislosti na softwaru).
Zařízení podporovalo tři typy znaků - alfanumerické, semigrafické a speciální. Alfanumerické a speciální znaky měly rozlišení 8×8 a byly uložené přímo na vestavěném EPROM úložišti, zatímco semigrafické měly rozlišení 8×12 a byly generovány přímo ve chvíli, kdy byly používány. Všechny znaky na obrazovce byly dočasně ukládány do video paměti, která měla kapacitu 1 224 znaků. Textový režim měl rozlišení 64×16 znaků.
Klávesnice byla rozdělená na dvě části – alfanumerickou, jenž měla 65 kláves, a numerickou, jenž měla 12 kláves. Všechny modely měly svou skříň vytvořenou z polyuretanu.

## Software
Celá rodina byla kompatibilní s americkým počítačem TRS-80 Model III. Jako operační systém používala DOS 500 od Prológicy, spolu s programovacím jazykem BASIC Level II.
Několik let po vydání zařízení začalo několik společností vyrábět desky, díky kterým mohly CP 500 rozběhnout aplikace pro operační systém CP/M. S vydáním modelu M80 se podpora stala oficiální.

## Modely
Verze CP 500 s kazetovou mechanikou byl prodávána za 536 000 Cr$, zatímco verze s disketovou za 884 000 Cr$. V roce 1983 stála exekutivní verze 1 200 000 Cr$.

### CP 500 S
CP 500S byl vydán v únoru 1985. Jeho datum vydání bylo oznámeno v prosinci 1984.

### CP 500 M80
Tento model byl vydán v srpnu 1985, se zhruba stejnou cenou jako ten předchozí. Byl dodáván s novou deskou, díky které byl oficCPiálně kompatibilní s operačním systémem CP/M. Používal stejnou skříň jako původní model, jen v šedé barvě místo béžové.

### CP 500 M80c
M80c byl vydán 10. června 1986. Byl o 30 % kompaktnější než předchozí model. Verze s jedním diskem byla prodávána za 22000 brazilských cruzado, verze se dvěma disky za 28000 Cz$. Počítačová skříň tohoto modelu měla bílou barvu.

### CP 500 Turbo
CP 500 Turbo byl vydán v září 1987. Byl dodáván s operačním systémem CP/M a 48 kilobajty RAM. Jeho procesor Z80A běžel na frekvenci 4 MHz, dvakrát vyšší než u přechozího modelu. Stál kolem 60 000 brazilských cruzado.

## Periferie
Několik populárních periferií pro CP 500 vyvinula společnost Microsol Tecnologia. V říjnu 1983 vydala na veletrhu Feira Nacional de Informática v São Paulu rozšiřující desku CP/M500, která přidávala počítači 64 kilobajtů RAM a umožnila tak, aby CP 500 fungoval na operačním systému CP/M. V dubnu 1988 oznámila stavebnici PC-500 XT, díky které mohli uživatelé předělat CP 500 na 16bitový počítač kompatibilní s IBM PC. Byla vydána v červnu 1987 a stála 100000 Cz$.